# Media (Illinois)
Media es una villa ubicada en el condado de Henderson en el estado estadounidense de Illinois. En el Censo de 2010 tenía una población de 107 habitantes y una densidad poblacional de 24,33 personas por km².

## Geografía
Media se encuentra ubicada en las coordenadas 40°46′10″N 90°49′58″O / 40.76944, -90.83278. Según la Oficina del Censo de los Estados Unidos, Media tiene una superficie total de 4.4 km², de la cual 4.4 km² corresponden a tierra firme y (0%) 0 km² es agua.

## Demografía
Según el censo de 2010, había 107 personas residiendo en Media. La densidad de población era de 24,33 hab./km². De los 107 habitantes, Media estaba compuesto por el 98.13% blancos, el 0% eran afroamericanos, el 0.93% eran amerindios, el 0% eran asiáticos, el 0% eran isleños del Pacífico, el 0% eran de otras razas y el 0.93% pertenecían a dos o más razas. Del total de la población el 1.87% eran hispanos o latinos de cualquier raza.